# Éliane Richard
Éliane Richard, née Éliane Jalabert, le 8 juillet 1935 est une historienne française, spécialiste de l’histoire économique et sociale de Marseille et de la Provence des XIXe et XXe siècles. Elle se consacre également à l'histoire des femmes et contribue à cet enseignement à l'université.

## Biographie
Éliane Richard, agrégée d'histoire et de géographie, est maîtresse de conférences honoraire de l’Université d'Aix-Marseille, chercheuse associée à l’Unité Mixte de Recherche Temps, Espaces, Langages - Europe Méridionale, Méditerranée (UMR TELEMMe) de cette université. Elle rédige, seule ou en collaboration avec Roland Caty, de multiples ouvrages dédiés aux personnalités économiques marseillaises (armateurs, patrons, grandes familles), au transport maritime.
Dans les années 1970, lorsque les travaux sur l'Histoire des femmes sont initiés en France, Éliane Richard participe à l'introduction de l’enseignement et de la recherche sur les femmes dans le cursus universitaire aixois.
Il s'avère qu'en 1988 est publié l'ouvrage les Marseillais dans l'histoire, qui consacre 707 notices aux hommes et 25 aux femmes. En 1989, encouragées par le CODIF (Centre d'orientation, de documentation et d'information féminines), quatre historiennes de Provence, Yvonne Knibiehler, Régine Goutalier, Catherine Marand-Fouquet et Éliane Richard, créent l'Association Les Femmes et la Ville (AFV) afin de faire connaître l'histoire des Marseillaises,. Elles organisent des colloques au cours des années 1990 et publient des ouvrages comme Marseillaises, les femmes et la ville (des origines à nos jours), le numéro spécial de la revue Marseille « Les Marseillaises » et Citoyennes, non politiciennes. Pratiques et représentations politiques dans un groupe de militantes marseillaises d'associations (1993-1994) dans la revue Provence historique en 1996,,. L'Association a cofondé le Premier salon méditerranéen des publications de femmes.
Éliane Richard codirige en 1999 Marseillaises, vingt-six siècles d'histoire, ouvrage publié à l'occasion du 26e centenaire de Marseille. Le comité de rédaction réunit six historiennes, Renée Dray-Bensousan, Hélène Échinard, Régine Goutalier, Catherine Marand-Fouquet, Éliane Richard et Huguette Vidalou-Latreille et environ 75 collaborateurs.
Elle est élue membre de l’Académie des Sciences, Lettres et Arts de Marseille en 2001.
Elle codirige également le Dictionnaire des Marseillaises,,,. Le 6 octobre 2015, l'Association Les Femmes et la Ville, pour ses 25 ans, réunit Éliane Richard, Renée Dray-Bensousan, Geneviève Dermenjian et Hélène Échinard pour une présentation de leurs travaux sur l'histoire des Marseillaises à TELEMMe. À l'issue de ce colloque, et à la demande du Musée d'Histoire de Marseille, elles organisent les Mardis de l'Histoire en célébration des 70 ans du droit de vote des femmes en France. Leur conférence retrace le parcours des suffragettes Marseillaises jusqu'aux élues contemporaines.
Éliane Richard fait partie du comité scientifique de la Fédération historique de Provence.

## Publications
- Yvonne Knibiehler, Marcel Bernos, Éliane Richard et Elisabeth Ravoux Rallo, De la pucelle à la minette : les jeunes filles, de l'âge classique à nos jours, Paris, Messidor/Temps actuels, 1983, 259 p. (ISBN 2-201-01632-1, lire en ligne)
- Roland Caty et Éliane Richard, Armateurs marseillais au XIXe siècle, Chambre de commerce et d'industrie de Marseille, coll. « Histoire du commerce et de l'industrie de Marseille, XIXe – XXe siècles », 1986, 336 p. (ISBN 978-2-900732-00-7)
- Jean Heffer (compte-rendu), « Armateurs marseillais au XIXe siècle », Annales. Économies, sociétés, civilisations, 43-2,‎ 1988, p. 445-446 (www.persee.fr/doc/ahess_0395-2649_1988_num_43_2_283497_t1_0445_0000_001)
- Roland Caty (dir.) et Éliane Richard (dir.), « Pour une «pré-histoire» de l'arc méditerranéen », Méditerranée, vol. 79,‎ 1994, p. 25-32 (DOI https://doi.org/10.3406/medit.1994.1847)

- Roland Caty et Éliane Richard, « Négociants et armateurs marseillais : contributions des archives municipales à la connaissance du milieu maritime », La Gazette des Archives, nos 174-175,‎ 1996, p. 340-345 (DOI https://doi.org/10.3406/gazar.1996.3422, www.persee.fr/doc/gazar_0016-5522_1996_num_174_1_3422)
- Roland Caty, Éliane Richard et Pierre Echinard, Les patrons du Second Empire : Institut d'histoire moderne et contemporaine, 1999 (BNF 13533606, lire en ligne)
- Roland Caty, Georges Reynaud, Éliane Richard, et Claude Thomas (préf. Jean-Claude Gaudin), La Campagne Pastré : du domaine privé à l'espace public, Aix-en-Provence, Edisud, 2001, 95 p. (ISBN 2-7449-0297-7, lire en ligne)
- Roland Caty et Éliane Richard, Le transport maritime : le Port autonome de Marseille, Marseille, Jeanne Laffite, 2003, 191 p. (ISBN 978-2-86276-393-4)
- Noilly Prat : une entreprise, des œuvres, un patrimoine, La Thune, 2005, 142 p. (ISBN 978-2-913847-35-4)
- Jules Charles-Roux (préf. Edmonde Charles-Roux), Lettres d'un père à son fils : 1905-1918, Marseille, Jeanne Laffite, Xavier Daumalin, Éliane Richard (ed.), 2006, 332 p. (ISBN 978-2-86276-426-9)
- Éliane Richard, « Des Marseillaises en affaires », Annales du Midi : revue archéologique, historique et philologique de la France méridionale, vol. 118, no 253,‎ 2006, p. 85-102 (DOI https://doi.org/10.3406/anami.2006.7600, lire en ligne)
- Georges Aillaud, Eliane Richard et al., Marseille, un terroir et ses bastides, Marseille, Comité du Vieux-Marseille, 2011 (lire en ligne)
- Association les femmes et la ville, Dictionnaire des Marseillaises, Marseille, Gaussen, 2012, 397 p. (ISBN 978-2-35698-049-6, lire en ligne)
- Éliane Richard et Roland Caty, « La réussite d’un catalan émigré à Marseille », Rives méditerranéennes, no 45,‎ 2013, p. 9-17 (DOI 10.4000/rives.4407, lire en ligne)
- Roland Caty, Georges Reynaud, Éliane Richard et Claude Thomas (préf. Jean-Claude Gaudin), La Campagne Pastré à Marseille, guide historique, Marseille, Gaussen, 2015, 93 p. (ISBN 978-2-35698-081-6, lire en ligne)